# Raionul Sîngerei
Raionul Sîngerei este un raion din Republica Moldova, cu reședința la Sîngerei.

## Demografie

### Statistici vitale
Principalii indicatori demografici, 2013:
- Natalitatea: ▼1.136 (12,2 la 1.000 locuitori)
- Mortalitatea: ▼972 (10,4 la 1.000 locuitori)
- Spor natural: +164

### Structura etnică
| Grup etnic | Populație | % Procentaj* |
| ---------- | --------- | ------------ |
| Moldoveni  | 75.301    | 86,40%       |
| Ucraineni  | 8.456     | 9,70%        |
| Ruși       | 3.029     | 3,48%        |
| Țigani     | 56        | 0,06%        |
| Polonezi   | 48        | 0,06%        |
| Găgăuzi    | 47        | 0,05%        |
| Bulgari    | 43        | 0,05%        |
| Alții      | 173       | 0,20%        |

### Religie
Majoritatea populației raionului Sîngerei s-au declarat ortodocși - 79.134 persoane, dar se întâlnesc și reprezentanți ai altor culte: baptiști - 2.989; adventiști de ziua a șaptea - 1.112; penticostali - 680; ortodocși de rit vechi 1.168; evangheliști - 458; romano-catolici - 237; presbiterieni - 79; alte religii - 406; atei - 12 persoane.

## Administrație și politică
Președintele raionului Sîngerei este Cristian Cainarian (PAS), ales la 12 decembrie 2023.
Componența Consiliului Raional Sîngerei (33 de consilieri), ales la 5 noiembrie 2023, este următoarea:
|  | Partid                                       | Consilieri | Componență | Componență | Componență | Componență | Componență | Componență | Componență | Componență | Componență | Componență | Componență | Componență | Componență | Componență |
|  | -------------------------------------------- | ---------- | ---------- | ---------- | ---------- | ---------- | ---------- | ---------- | ---------- | ---------- | ---------- | ---------- | ---------- | ---------- | ---------- | ---------- |
|  | Partidul Acțiune și Solidaritate             | 14         |            |            |            |            |            |            |            |            |            |            |            |            |            |            |
|  | Partidul Socialiștilor din Republica Moldova | 7          |            |            |            |            |            |            |            |            |            |            |            |            |            |            |
|  | Partidul Liberal Democrat din Moldova        | 6          |            |            |            |            |            |            |            |            |            |            |            |            |            |            |
|  | Partidul Comuniștilor din Republica Moldova  | 2          |            |            |            |            |            |            |            |            |            |            |            |            |            |            |
|  | Partidul Nostru                              | 1          |            |            |            |            |            |            |            |            |            |            |            |            |            |            |
|  | Coaliția pentru Unitate și Bunăstare         | 1          |            |            |            |            |            |            |            |            |            |            |            |            |            |            |
|  | Partidul Social Democrat European            | 1          |            |            |            |            |            |            |            |            |            |            |            |            |            |            |
|  | Partidul „Renaștere”                         | 1          |            |            |            |            |            |            |            |            |            |            |            |            |            |            |

## Diviziuni administrative
Raionul Sîngerei are 70 de localități: 2 orașe, 24 de comune și 44 de sate.